# ウルビ・エト・オルビ

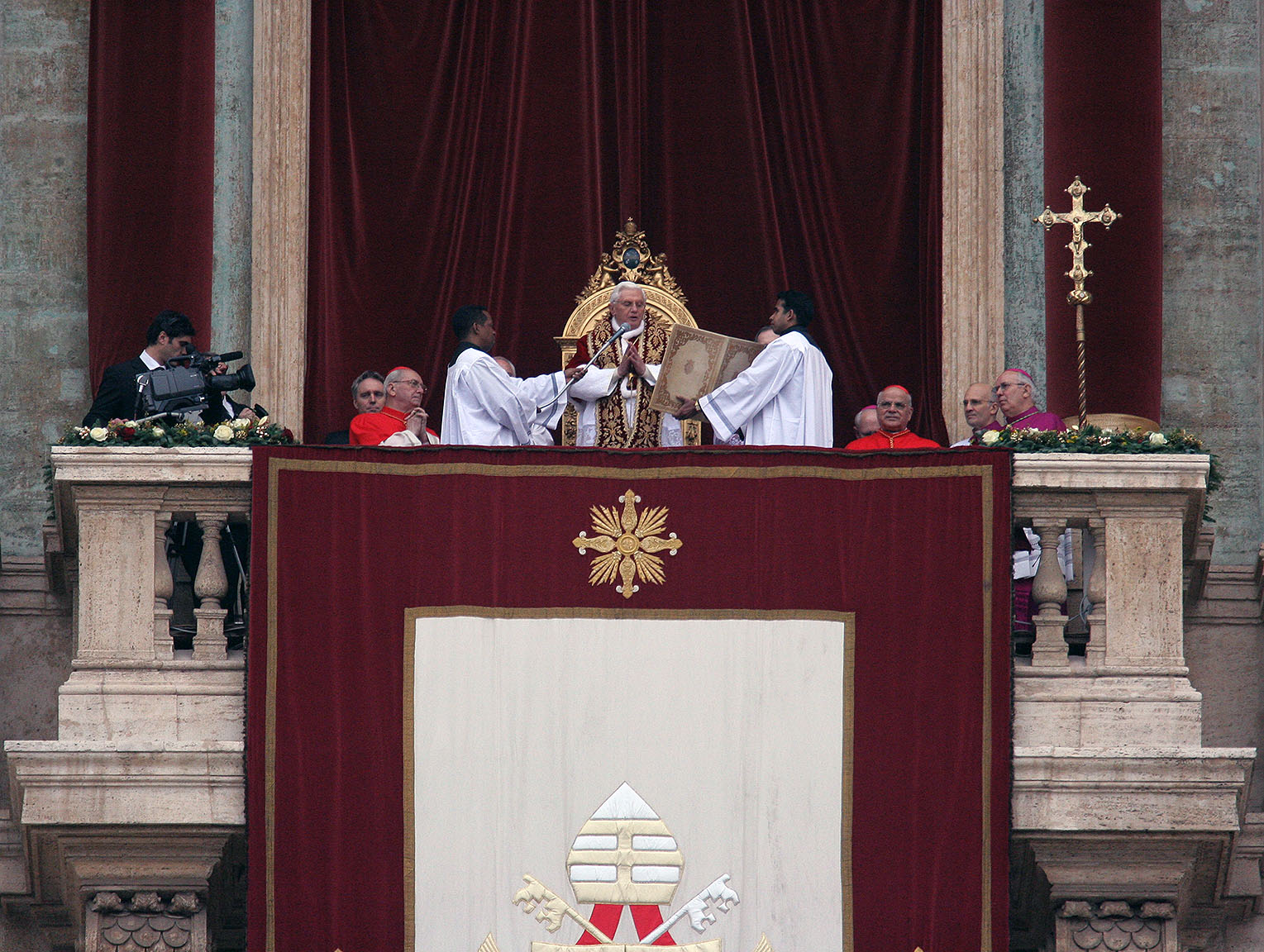
ウルビ・エト・オルビを行うベネディクト16世。

ウルビ・エト・オルビ（ラテン語: Urbi et Orbi）は、ラテン語の成句の一つで、直訳すると「都市と世界へ」という意味である。
ローマ帝国において、「帝都ローマと属領へ」という意味で、勅令や布告文の冒頭の定型として使用されていたことが起源であり、今日ではカトリック教会の教皇が、「ローマ市と全世界へ」という意味で行う公式な祝福として用いられる。

## 概要
使徒的祝福の正式な形式である「ウルビ・エト・オルビ」の祝福は基本的に年に二回、復活祭とクリスマスのたびごとに、教皇によってサン・ピエトロ大聖堂のロッジア（中央バルコニー）からサン・ピエトロ広場の信徒に向けて行われる。カトリック教会の信徒にとっては教皇の祝福を受けることは罪の償いの免除、すなわち全免償が与えられる条件の一つを満たすことを意味する。この祝福は多くのテレビ局やラジオ局（欧州放送連合）によって全世界へ配信されており、カトリック教会が定めた一定の条件を満たせば祝福を視聴しただけで免償の効果があるとされている。祝福に先立って教皇は時候の挨拶と各国語での祝福の言葉を述べるのが慣例になっている。ただし教皇フランシスコは祝福の部分のみラテン語で、それ以外はイタリア語で通しており、各国語の祝福の言葉は廃されている。
教皇の祝福は「Et benedictio Dei omnipotentis, Patris et Filii et Spiritus Sancti descendat super vos et maneat semper」という言葉で締めくくられる。これは「全能の神、父と子と聖霊の祝福が皆さんの上にいつもありますように」という意味である。

## 祝福の機会
「ウルビ・エト・オルビ」の祝福は復活祭とクリスマスの機会以外にも、新しい教皇がコンクラーベによって選ばれた時、着位時にも行われる。またごくまれな機会であるが聖年の間、巡礼者に対して行われることもある。2020年3月27日には無人のサン・ピエトロ広場で教皇フランシスコによる新型コロナウイルスのパンデミック収束を願う祈りが、大聖堂のアトリウムでは聖体降福式と「ウルビ・エト・オルビ」の祝福が行われた。この様子はメディアにより全世界に生中継された。
1870年9月20日にイタリア王国軍がローマに進駐する以前には「ウルビ・エト・オルビ」はもっと頻繁にさまざまな場所で行われていた。たとえばサン・ピエトロ大聖堂では聖木曜日、復活祭、聖ペトロの祝日、および教皇戴冠式に行われ、サン・ジョバンニ・イン・ラテラノ大聖堂では主の昇天の祭日および新教皇がローマ司教に着座する祝い時、サンタ・マリア・マッジョーレ大聖堂では聖母の被昇天の祝日といった具合であった。しかしイタリア王国軍のローマ進駐以後、教皇ピウス9世は自らを「バチカンの囚人」として抗議の意味で祝福をとりやめた。のちにイタリア政府とローマ教皇庁の間で関係改善が行われたことで、限定的に「ウルビ・エト・オルビ」が復活して現代に至っている。
祝福は大聖堂でのみ行われるとは限らず、教皇インノケンティウス10世は1650年の聖年時、主の公現、聖霊降臨、諸聖人の日にあたってクイリナーレ宮殿のバルコニーから「ウルビ・エト・オルビ」を行い、以後の教皇たちもこれにならっていた。

## 祝福のことば
| ラテン語 | 日本語訳 |
| --- | --- |
| Sancti Apostoli Petrus et Paulus: de quorum potestate et auctoritate confidimus ipsi intercedant pro nobis ad Dominum. | 教皇：主(しゅ)に執り成してくださる使徒聖ペトロと聖パウロの権威と力を信じます。 |
| Respondeat: Amen. | 会衆: アーメン |
| Precibus et meritis beatæ Mariae semper Virginis, beati Michaelis Archangeli, beati Ioannis Baptistæ, et sanctorum Apostolorum Petri et Pauli et omnium Sanctorum misereatur vestri omnipotens Deus; et dimissis omnibus peccatis vestris, perducat vos Iesus Christus ad vitam æternam.          | おとめ聖マリア、大天使聖ミカエル、洗礼者聖ヨハネ 、使徒聖ペトロと聖パウロ及び諸聖人たちの功徳と祈りで、全能の神がわたしたちをあわれみ、全ての罪をゆるし、キリストの永遠のいのちに導いてくださいますように。          |
| Respondeat: Amen. | 会衆: アーメン |
| Indulgentiam, absolutionem et remissionem omnium peccatorum vestrorum, spatium verae et fructuosae poenitentiæ, cor semper penitens, et emendationem vitae, gratiam et consolationem Sancti Spiritus; et finalem perseverantiam in bonis operibus tribuat vobis omnipotens et misericors Dominus. | あわれみ深い全能の主が皆さんに、全ての罪の免償、ゆるし及び免罪を、まことで有意義な償いのときを、いつも回心をして人生の修正を、聖霊の恵みと慰めを、そして良い行いを最後まで全うできる根気を与えてくださいますように。 |
| Respondeat: Amen. | 会衆: アーメン |
| Et benedictio Dei omnipotentis, Patris et Filii et Spiritus Sancti descendat super vos et maneat semper. | 全能の神、父と子と聖霊の祝福が皆さんの上にいつもありますように。 |
| Respondeat: Amen. | 会衆: アーメン |